# シャントソーの戦い
シャントソーの戦い（シャントソーのたたかい、英語: Battle of Champtoceaux）は、1341年10月14～16日にフランス・ブルターニュのシャントソーで起きた、ブルターニュ公国の継承権を争うブロワ家（シャティヨン家）とモンフォール家の戦いで、「ルモーの戦い」とも呼ばれる。ブロワ家とフランス王国の連合軍が勝利してモンフォール家当主のジャン・ド・モンフォールを捕虜としたため、両家の争いは決着するかに見えたが、ジャンの妻のモンフォール伯妃ジャンヌ・ド・フランドルが徹底抗戦の構えを崩さず、23年にわたるブルターニュ継承戦争が勃発。百年戦争を戦っていた英仏両国が介入して代理戦争の様相を呈した。

## 背景

### 継承権争い
1431年4月30日、子どもがいないブルターニュ公ジャン3世は跡継ぎを指定しないまま死去した。ジャン3世の異母弟でモンフォール伯を相続していたジャン・ド・モンフォールと、ジャン3世の同母弟ギーの娘のパンティエーヴル女伯ジャンヌが相続権を主張した。ジャンヌの夫シャルル・ド・ブロワの母はフランス王フィリップ6世の妹だったため、ブロワ家にはフランス王国が後ろ盾についた。
ブルターニュは、古代にブリテン島から移住してきたケルト人をルーツに持つブルトン人が住む地方で、当時のフランスから見れば言葉も違う別の国だった。ブロワ家を支援するとはいえ戦線をブルターニュまで拡大するほどの準備ができていなかったフィリップ6世は当初両家に和解を勧めていた。ところが、イングランド王国のエドワード3世がモンフォール家への支援を決めたため、イングランド軍の北部フランスへの侵攻を恐れたフィリップ6世も軍事介入を決断することになった。ジャン・ド・モンフォールは逮捕直前にパリを脱出してナントに逃れ、兵を募った。

### シャルルの進撃
1341年9月末までに、シャルル・ド・ブロワはフランス兵5,000、ジェノヴァ人傭兵2,000、さらにブルトン人の大兵力を手元に集め、アンジェに野営した。一方のジャン・ド・モンフォールは10月にはレンヌ、ディナンなど東部ブルターニュの主要な町を抑えて兵を置いたほか、要塞化したシャントソーに兵を配置して、ナントに進撃してくるフランス軍に対する第一防衛ラインとした。シャルル・ド・ブロワは10月10日に先遣隊を率いてシャントソーに到着すると包囲を敷いた。本隊のフランス軍はゆっくりと進軍したが、これがモンフォール派の動揺を誘ったため、ジャン・ド・モンフォールはシャントソーを助けるべく、少数の手勢と救援に向かった。

## シャントソーの戦い
年明けまでイングランドからの援軍は期待できない中、ジャン・ド・モンフォールはナントからわずかな兵を率いてシャントソーに救援に向かった。シャルル・ド・ブロワの軍やその背後のフランス軍の大兵力に挑むにはあまりに寡兵だったため、シャントソーの手前3マイルの場所にあるルモーの小さな農園でとりあえず軍を止め、敵軍の情報をもたらした友軍と合流しようとした。ところが驚いたことに、この農場に布陣していたのは敵将のシャルル・ド・ブロワ本人であり、たちまち戦闘が始まった。ブロワ派は農場に立て籠もり、シャルル・ド・ブロワ自身は塔の上から防戦を指揮した。モンフォール派は2日にわたり農場を占拠しようと攻撃をしかけたが、その都度撃退された。そのうちフランス軍が背後に迫ったため、指揮官を救い出そうとしたモンフォール派の兵とフランス軍の先鋒の間で小競り合いが起きた。

## ナント包囲
フランス軍先鋒と交戦状態に入ったジャン・ド・モンフォールだったが、衆寡敵せずナントへ敗走した。フランス軍の騎兵がこれを追跡し、モンフォール派や傭兵の多くがシャントソー周辺で討ち取られた。ジャン・ド・モンフォールがナントにようやく到着すると、シャントソーでの敗戦をいち早く知ったナント住民からは「1カ月以内に援軍が到着しない場合は、降伏すると約束しなければ協力しない」という条件を突きつけられた。その後数日間にわたってモンフォール軍は城を囲むフランス軍に切り込んでいったが、これに対してフランス軍はモンフォール派が籠もる支城に猛攻をしかけ、捕らえた守備兵を城壁から見える場所に引き出して処刑した。城内に恐怖と芽生え、ジャン・ド・モンフォールが敵陣へ攻撃を仕掛けようにもついてくる兵がいないほどになった。10月末には、モンフォール側の傭兵部隊が戦闘中にナント市民からなる部隊を見捨てて退却したため全滅し、斬首された戦死者の首が投石機で城内に投げ入れられた。11月2日、怒り心頭に発した住民らによってジャン・ド・モンフォールは降伏させられ、パリのルーヴル城に幽閉された。

## 戦後
シャントソーとナントの敗戦により、モンフォール派は一掃された。シャルル・ド・ブロワは冬までに東ブルターニュを、翌春には西ブルターニュもほぼ手中に収めた。唯一モンフォール派に残されたのが、ジャン・ド・モンフォールの妻ジャンヌと、ウォルター・マーニーに率いられた少数のイングランド兵が立て籠もる、ブルターニュ半島先端の港湾都市ブレストだった。1342年7月、約束されたイングランドからの援軍がようやく到着し、ブレストの戦いでモンフォール・イングランド連合軍が勝利して潮目が変わった。
1343年1月にローマ教皇の仲裁でイングランドとフランスが停戦し9月にジャン・ド・モンフォールは釈放されたが、ブルターニュ東部に留まることを強制されていた。1345年3月、ジャン・ド・モンフォールは監視を逃れてイングランドに逃亡し、同年夏にイングランド王の支援を受けてブルターニュに上陸したが間もなく病死し、5歳のジャン4世が後を継いだ。ジャン4世は1364年のオーレの戦いでシャルル・ド・ブロワを破り、ブルターニュ継承戦争を終結させた。